# Aldiomedes angustirostris
Aldiomedes angustirostris — викопний вид буревісникоподібних птахів родини альбатросових (Diomedeidae), що існував в пліоцені в Новій Зеландії.

## Скам'янілості
Майже повний череп альбатроса знайдений у відкладеннях формації Тангахое в 2011 році.

## Назва
Рід Aldiomedes названий на честь Аластера Джонсона, який знайшов голотип нового виду; друга частина імені посилається на Діомеда — персонажа грецької міфології, на часть якого названа родина альбатросових (Diomedeidae). Видова назва A. angustirostris означає «вузькодзьобий».

## Опис
Вид був меншого розміру від всіх сучасних альбатросів — довжина його черепа становила близько 90 % від довжини черепа найменших сучасних представників родини з роду Димчастий альбатрос (Phoebetria). Судячи з форми дзьоба, птах полював переважно на рибу, а раціон більшості сучасних видів складається з головоногих молюсків.